# 24. pehotna divizija (Avstro-Ogrska)
24. pehotna divizija je bila pehotna divizija avstro-ogrske skupne vojske, ki je bila aktivna med prvo svetovno vojno.

## Organizacija
Maj 1941
- 47. pehotna brigada
- 48. pehotna brigada
- 28. poljskotopniški polk
- 10. poljskohavbični polk
- 10. težkohavbični divizion

## Poveljstvo
Poveljniki
- Andreas Pitlik von Rudau und Poria: avgust - september 1914
- Karl von Langer: oktober 1914 - januar 1915
- Joseph Schneider von Manns-Au: januar - julij 1915
- Adolf Urbarz: julij 1915 - november 1918